# Abbaye de Sainte-Odile

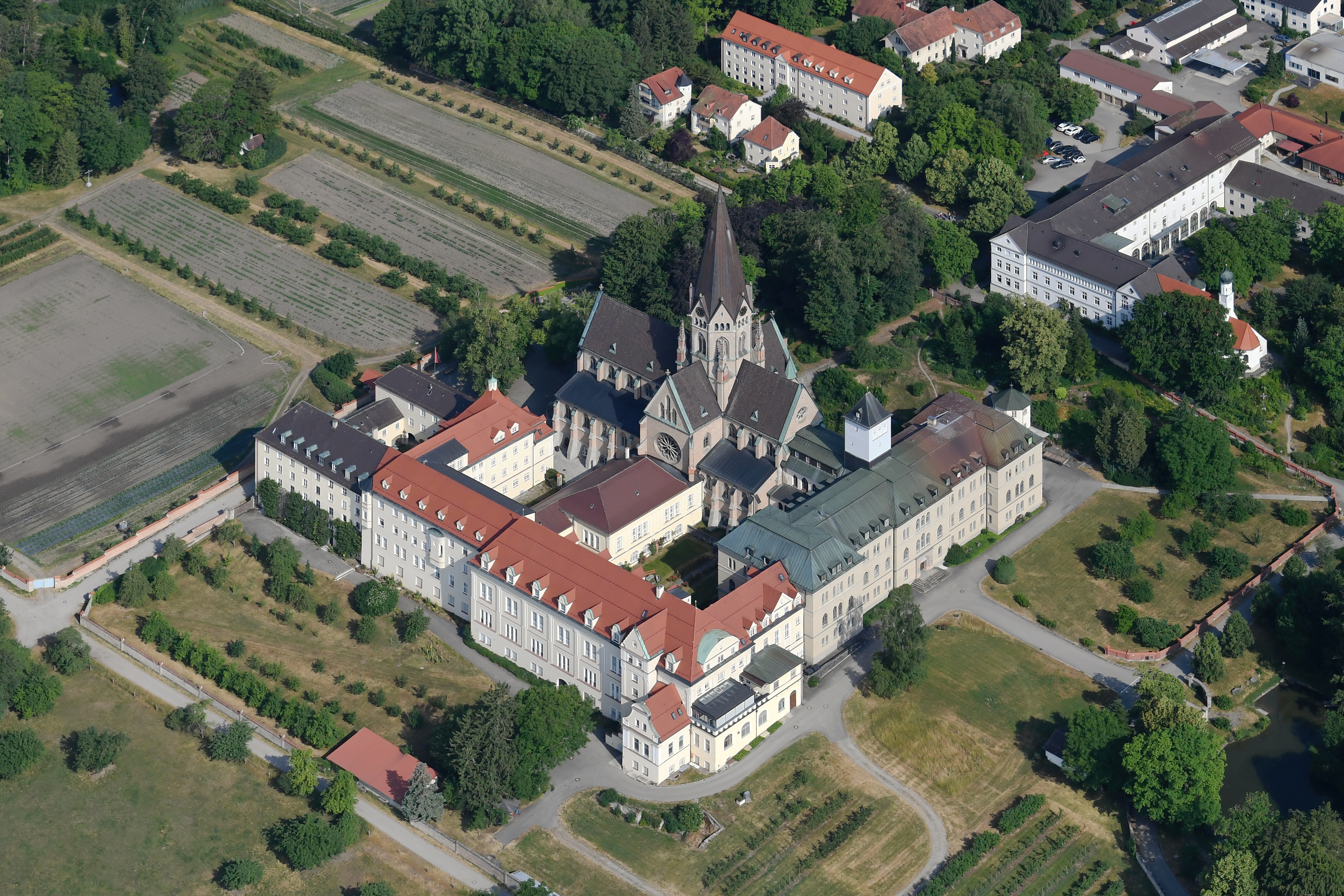
Vue aérienne

À ne pas confondre avec l'Abbaye de Hohenbourg, située sur le Mont Sainte-Odile.
L'archi-abbaye de Sainte-Odile (Erzabtei Sankt Ottilien) se trouve dans le hameau de Sankt Ottilien en Haute-Bavière dans l'arrondissement de Landsberg am Lech, appartenant au domaine d'Eming. Elle est l'abbaye mère de la congrégation ottilienne, ou congrégation des Bénédictins missionnaires, faisant partie de la confédération bénédictine. 1 100 moines sont rattachés à la congrégation et 110 moines à l'abbaye.

## Histoire
Le domaine d'Emming possédait un château et une chapelle dédiée à sainte Odile, dont le pèlerinage est fréquenté depuis 1365. Ils sont reconstruits en style baroque au XVIIe siècle. Le château est presque démoli à la fin du XIXe siècle et le domaine est acheté par le P. Andreas Amrhein, de l'abbaye de Beuron, en 1886 qui y installe l'année suivante sa nouvelle congrégation, fondée en 1884.
Le P. Amrhein démissionne de la congrégation en 1895 et l'abbaye devient prieuré en 1902. Elle retrouve son statut d'abbaye en 1914, et après la fondation de trois autres abbayes devient l'archi-abbaye de la congrégation ottilienne. Son archi-abbé devient ex officio à la tête de la congrégation, jusqu'en 2012, date à laquelle les deux fonctions sont distinctes.
L'abbaye se développe dans les années 1920 et 1930 et envoie des missionnaires fonder des maisons en Afrique et en Asie. À son apogée, 396 moines y vivent avant de partir ailleurs. L'abbaye est expropriée en 1941 pour devenir un hôpital militaire. De 1945 à 1948, elle abrite d'anciens prisonniers de guerre.
L'abbaye s'occupe aujourd'hui de sa maison d'édition, de son domaine agricole et d'horticulture, et organise des retraites. Elle a aussi un magasin d'artisanat monastique et surtout une école secondaire : le Rhabanus Maurus Gymnasium qui accueille 700 élèves.

## Bâtiments

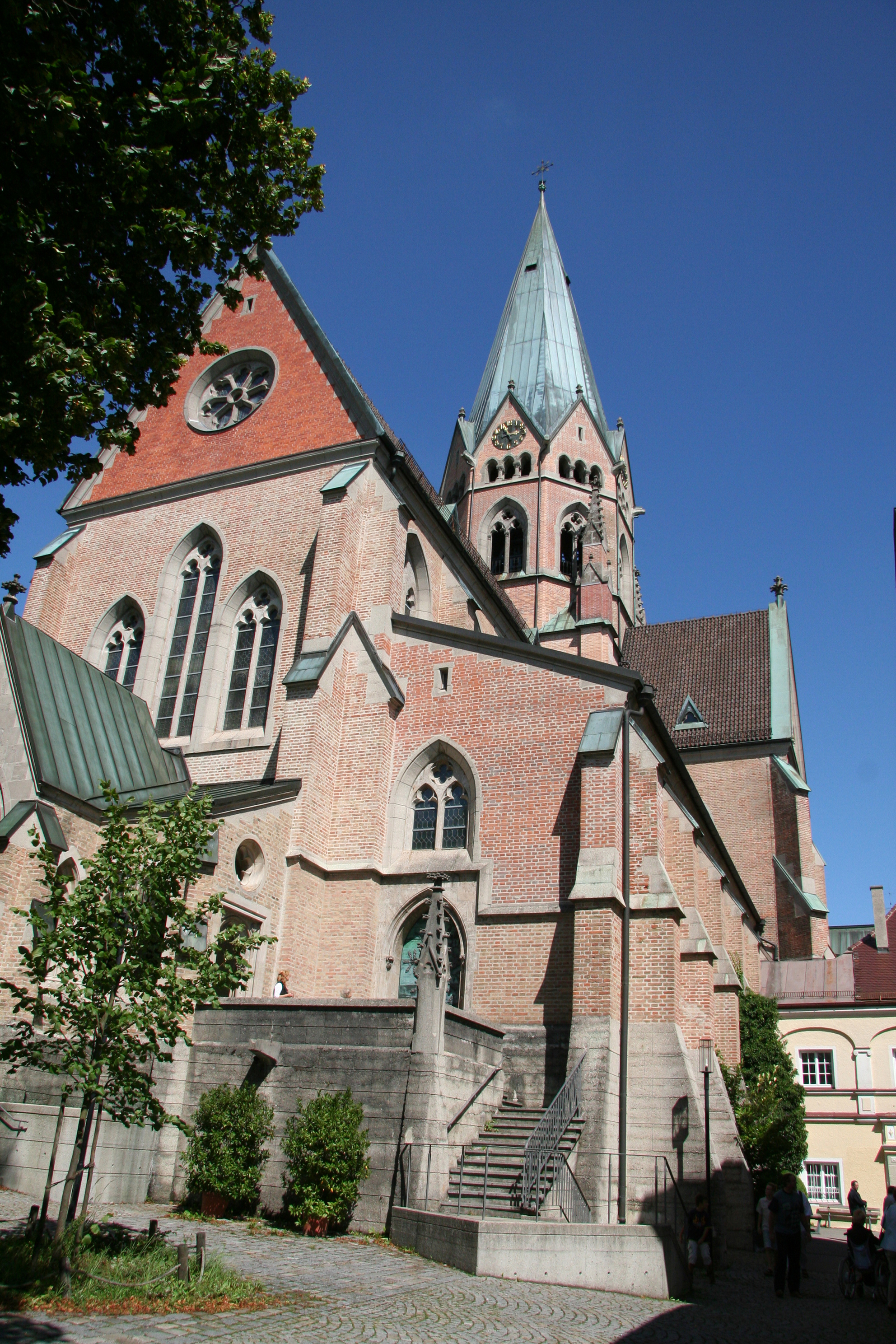
Église du Sacré-Cœur de l'abbaye

L'église néo-gothique, dédiée au Sacré-Cœur, est construite entre 1897 et 1899 et consacrée en 1903. Son clocher surmonté d'une flèche octogonale est remarquable par sa hauteur (75 mètres). L'une des huit cloches a le son le plus bas d'Allemagne.
Un Musée des missions se visite. Il organise aussi des expositions temporaires.
La chapelle baroque Sainte-Odile sert de chapelle pour les retraitants et les exercices spirituels.

## Abbés
- Andreas Amrhein (1884-1895) supérieur général
- Ildefons Schober (1896-1902) supérieur général
- Norbert Weber (1902-1930) abbé, puis archi-abbé après 1917
- Chrysostomus Schmid (1930-1957)
- Suso Brechter (1957-1974)
- Viktor Dammertz (1975-1977)
- Notker Wolf (1977-2000)
- Jeremias Schröder (2000-2012)
- Wolfgang Öxler (de) (depuis 2012)

## Sources
- (de) Cet article est partiellement ou en totalité issu de l’article de Wikipédia en allemand intitulé « Sankt Ottilien » (voir la liste des auteurs).